# 公文書等の管理に関する法律
公文書等の管理に関する法律（こうぶんしょとうのかんりにかんするほうりつ、平成21年7月1日法律第66号）は、日本の行政機関（府・省・庁等）や独立行政法人等における公文書の管理方法に関する法律である。通称は公文書管理法。
2009年（平成21年）7月1日に公布された。
2009年6月24日に成立（2011年4月1日施行）した当法律は「公文書」を「国及び独立行政法人等の諸活動や歴史的事実の記録」「健全な民主主義の根幹を支える国民共有の知的資源」と位置づけると共に、国民主権の理念に則り、公文書等の管理に関する基本的事項を定めること等により、行政文書等の適正な管理、歴史公文書等の適切な保存および利用等を図り、もって行政が適正かつ効率的に運営されるようにすることを目的とする（第1条）。
公文書の作成・保存に関する各省庁共通規則を定めており、この法律に従い行政機関の長は毎年度内閣総理大臣に管理の状況を報告し、その内容は公表される。公文書には外交文書が含まれる。
さらに歴史的に重要とされる公文書は国立公文書館に保存され、行政文書管理規則の制定・変更等の重要な行為については公文書管理委員会に諮問が必須である（第29条）

## 主務官庁
- 内閣府大臣官房公文書管理課

## 成立経緯
※肩書きは全て当時のもの
1995年から1999年にかけて、アメリカ情報公開法がビル・クリントン政権下で大幅に改正された。1998年から2000年にかけて我部政明がアメリカ国立公文書記録管理局に秘密文書の開示請求を続け、沖縄財政密約の全容が解明された。日本でも行政機関の保有する情報の公開に関する法律による開示請求ができそうになると、外務省アメリカ局長・吉野文六は口止めをされ、外務省は1200トンの秘密文書を破棄したという（西山事件#米国の公文書公開以降の動き）。
1999年に情報公開法が制定されたものの、公文書管理法は制定されなかったため、情報公開請求において文書不存在を理由とする不開示処分が多発し、文書保存期間満了前の誤破棄（2007年　海上自衛隊補給艦「とわだ」の航泊日誌誤破棄事案）、文書の未作成 (装備審査会議の議事録）、文書の不適切管理（年金記録問題）等の、ずさんな公文書管理が問題視されていた。
また民間団体（情報公開クリアリングハウス、自由人権協会、日弁連など）からも、情報公開法の制定以来、十分な公文書管理を強く求められてきた。
情報公開法に関する民主党PTプロジェクト・チーム座長の枝野幸男は「日弁連等の情報公開法の利用者からヒアリングしても話を聞けば聞くほど、これはダメだとなりました」「霞が関からヒアリングしても全く問題意識を持っていないという印象」と述べている。
上記経緯から2003年5月内閣府大臣官房長（当時　江利川毅）の研究会として「歴史資料として重要な公文書等の適切な保護、利用等のための研究会」（座長高山正也・慶応大学教授）が設置され、同年12月に内閣官房長官（当時　福田康夫）主宰の「公文書等の適切な管理、保存及び利用に関する懇談会」（同座長） と発展させ、翌年6月22日に第二次報告書を取りまとめた。しかし前月の福田の年金未納問題に由来する突然の退任により棚上げとなっていたが、2007年に福田が内閣総理大臣に就任し、翌年1月18日の施政方針演説で「行政文書の管理のあり方を基本から見直し、法制化を検討するとともに、国立公文書館制度の拡充を含め、公文書の保存に向けた体制を整備します」と表明、3月12日から公文書管理のあり方に関する有識者会議（座長尾崎護・元大蔵省事務次官） が開催され、法制化された。
鳩山政権の発足後、外務大臣の岡田克也は早速、核持ち込みや沖縄返還をめぐる日米間の密約の資料調査を命じた。ただ、役所に不都合な文書の保存や公開には官僚の抵抗も予想される為、作成中の公文書管理の統一ルールが「骨抜き」にされないよう注視し、定期的な見直しについての検討が必要とされた。
2018年〜2019年に陸上自衛隊の「日報」、森友学園に国有地を売却した際の「交渉記録」の廃棄を巡って批判がなされ、政府の公文書管理委員会で見直しの議論が行われた。

## 行政文書の管理に関するガイドライン
公文書管理における実務上の注意点等を示したものとして「行政文書の管理に関するガイドライン」がある。公文書管理法施行5年目に当たる2016年に公文書管理委員会で行われた検討を経て2017年にガイドラインが改正された。

## 制定後の公文書管理を巡る問題

### 東日本大震災
2012年1月27日、野田内閣は菅内閣が東日本大震災に関する15組織のうち10組織が議事録を未作成、そのうち5組織では議事概要も未作成または一部作成であったとする調査結果を発表。野田佳彦は午前の参議院本会議で「文書で随時記録されなかったのは遺憾。会議の意志決定過程を把握できる文書作成は国民への説明責任を果たすため極めて重要。」と答弁した。副総理（行政刷新担当大臣・公文書管理担当大臣も兼務）の岡田克也は5組織出席者から聞き取り調査のうえ、2月中に議事概要の作成を関係閣僚に求めた。3月9日初めて公表され、原子力災害対策本部と政府・東電統合対策室の各議事録概要は12月までで合計約1400ページ、3月分は100ページ未満であった。当時内閣官房長官だった枝野幸男は3月9日の記者会見で「有事の際は録音し混乱のなかでも事後的な記録作成に役立つように備えるべきだった」と述べている。

### 自衛隊のイラク派遣の際の活動報告（日報）の取り扱い
2009年までの自衛隊イラク派遣が非戦闘地域に限定されていたか否かの検証に関連し、当時の活動報告（日報）が存在するかどうかが2018年に国会で質疑された。2018年2月当初、防衛省は当時の日報は見つからないとしたが、後に見つかり、これを受けて野党は公文書管理法の改正案をまとめ始め、与党自民党も公文書管理に関する改革検討委員会を開催した。

### 森友学園問題での文書改竄
学校法人森友学園の学校用地として国有地が不当に安く売却されたことが疑われた。その過程で、政治家関係者からの照会状況が公開され得る状態を避けたいとする財務省理財局長の意向を受け、2014年から2016年の決裁文書における政治家関係者の記載が改竄された。これを受け、政府は2018年に再発防止策として内閣府に公文書監察室を設置し、公文書の改竄等に対する監視機能を強化することとした。公文書監察室は公文書管理法に定められた事務の一部（行政機関への報告・資料の徴収、実地調査に関する事務（同法第9条第3項、同条第4項）、その結果に基づいて行う勧告に関する事務（同法第31条））を担う。

### 桜を見る会の招待者名簿の取り扱い
内閣総理大臣が主催する公的行事である「桜を見る会」の招待者名簿について、官房長官の菅義偉は2020年1月の一連の記者会見で、2011～2017年度の7年分の招待者名簿の管理・廃棄について、公文書管理法に違反する取り扱いがあったことを認めた。公文書管理法に基づき、保存期間が１年以上の公文書については、名称や保存期間、保存期間が過ぎた後の取り扱いなどを「管理簿」に記載しなければならない。また廃棄した場合は、「廃棄簿」に記載するよう政府のガイドラインは定めている。しかし、招待者名簿は「管理簿」や「廃棄簿」に記載しておらず、廃棄について、公文書管理法が義務づける首相の同意（実務的には内閣府の同意）を得る手続きも取っていなかった。内閣府は2011年〜2017年に文書管理を所管していた人事課長5名を内閣府内規に基づく厳重注意とした。